# Accidentul nuclear de la uzina Krasnoie Sormovo

Submarin sovietic din clasa Charlie I

Accidentul cu radiații de la uzina Krasnoie Sormovo a avut loc la 18 ianuarie 1970 la uzina Krasnoie Sormovo (din Gorki, acum Nijni Novgorod) în timpul construcției lui K-320, al șaptelea submarin nuclear Project 670 Skat (cod NATO - clasa Charlie).

## Explozie
Pentru a fi finalizat înainte de aniversarea a 100 de ani de la nașterea lui Vladimir Ilici Lenin, construcția submarinului K-320 a fost făcută în mare grabă.
Accidentul a avut loc în timpul testelor hidraulice ale primului circuit cu lichid de răcire al centralei electrice de pe submarinul nuclear K-320. Acesta se afla pe cala de lansare (în en.: slipway) în primul atelier de asamblare. În acel moment a avut loc o pornire neautorizată a reactorului nuclear sub presiune VM (în ru.: вм реаҝтор). După ce a funcționat aproximativ 10-15 secunde, cu efect maxim, s-a prăbușit parțial. Chiar lângă reactor se aflau 150-200 de muncitori (și, separați de un perete subțire - alte 1500 de persoane). Doisprezece muncitori au murit pe loc din cauza aburului generat de reacția necontrolată, restul până la 200 au fost direct contaminați radioactiv. Nivelul dozei radiațiilor X din atelier a atins 60 de mii de Röntgen (nivelul total al radioactivității în incinta atelierului a fost de 75 de mii de Curie). Contaminarea zonei înconjurătoare a fost evitată din cauza construcției atelierului,  dar un nor de gaze radioactive și particule a contaminat până la 2000 de persoane în zona din jurul șantierului naval. În plus, apa radioactivă a fost deversată în râul Volga.
În acea zi, multe persoane au plecat acasă fără a li se face tratamentul de decontaminare și fără asistența medicală necesară. Șase victime au fost duse la un spital din Moscova, dintre care trei au murit o săptămână mai târziu cu un diagnostic de boală de iradiere acută. Abia a doua zi muncitorii au început să se spele cu soluții speciale, hainele și pantofii lor au fost strânse și carbonizate. Apoi au semnat un acord de confidențialitate timp de 25 de ani.

## Urmări
În continuare au fost nevoiți să ia parte la operațiunea de decontaminare, care a continuat până la 24 aprilie 1970. Peste o mie de persoane au luat parte la această misiune. Ca instrumente au folosit: o găleată, un mop și o cârpă, iar ca protecție: o mască din tifon și mănuși de cauciuc. Plata a fost de 50 de ruble sovietice de persoană pe zi.
Conform martorilor, eliberarea apei radioactive a avut loc datorită faptului că înainte de testele hidraulice, robinetul unei conducte care suporta o presiune maxime de 200 atmosfere, a permis o presiune de 400 atmosfere în conductă.
În ianuarie 2005, din cei peste o mie de participanți la operațiunea de decontaminare, doar 380 de persoane au mai rămas în viață, iar în 2012 - mai puțin de trei sute. Toți au dizabilități de gradul I și II. Pentru participarea lor la eliminarea consecințelor accidentului, niciunul dintre ei nu a primit onoruri sau premii din partea conducerii statului sovietic / rus, dar pe baza legii Adunării legislative (a Guvernului regiunii Nijni Novgorod) nr. 146-З din 10 decembrie 2004 li s-au oferit acestora măsuri de sprijin social, ca de exemplu plata a  50% din utilități, precum și pentru închirierea, întreținerea și repararea spațiilor rezidențiale, ceea ce a reprezentat o plată lunară în valoare de 330 ruble ruse până la 1 ianuarie 2010 și 750 ruble pe lună de la 1 ianuarie 2010.